# Kei Shibata
Kei Shibata (født 8. december 1965) er en japansk tidligere fodboldspiller.